# البندورة المجففة

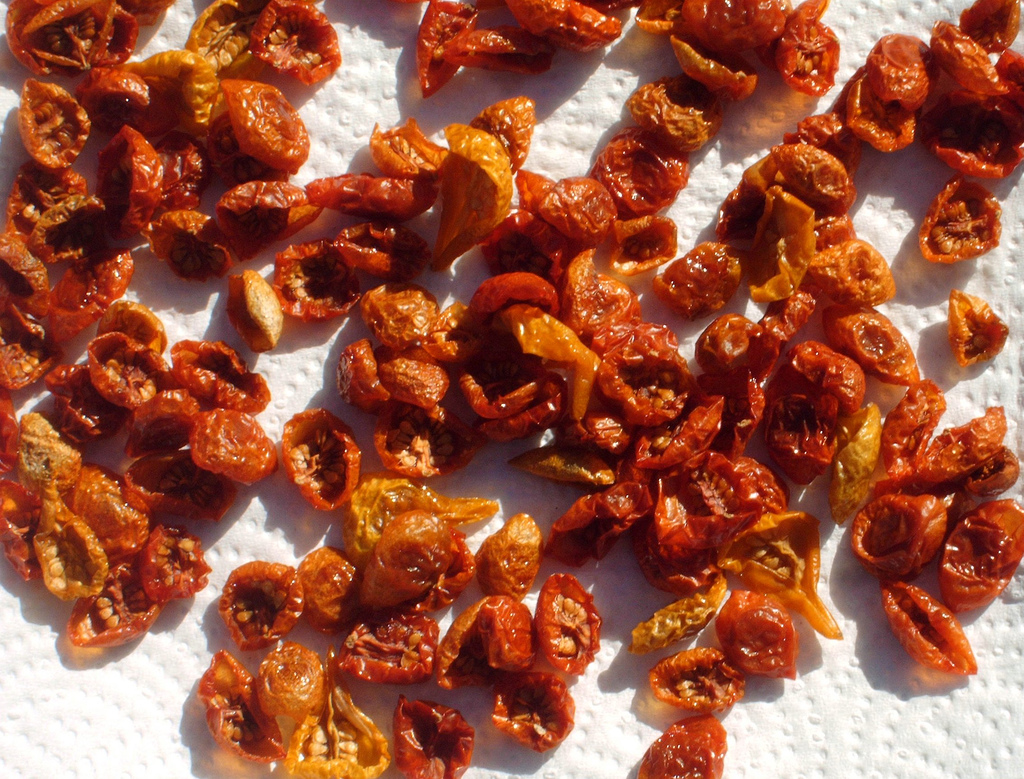
بندورة مجففة في الشمس.

البندورة المجففة أو ما يعرف بـ الطماطم المجففة تحت الشمس، هي البندورة الناضجة التي تفقد معظم محتواها من الماء، وذلك بعد قضاء مدة زمنية طويلة لتجفيفها في الشمس. عادة ما تتم معالجتها مسبقًا باستخدام ثاني أكسيد الكبريت أو الملح قبل وضعها في الشمس، من أجل تحسين جودتها. في العادة، تظلّ ثمار البندورة من 4 أو حتى 10 أيام في الشمس حتى تكتمل عملية التجفيف. تفقد أنواع البندورة الكرزية 88% من وزنها الأولي (الطازَج)، في حين تفقد الثمار الكبيرة ما يصل إلى 93% خلال هذه العملية. لهذا يحتاج الأمر إلى 8 وفي بعض الأحيان حتى 14 كيلوغرامًا من البندورة الطازجة لإنتاج كيلوغرام واحد من البندورة المجففة تحت الشمس.